# Coppa Italia 1994/95
Die Coppa Italia 1994/95, den Fußball-Pokalwettbewerb für Vereinsmannschaften in Italien der Saison 1994/95, gewann Juventus Turin. Juve traf im Finale auf die AC Parma, wobei es zu einer Neuauflage des Endspiels von 1992 kam, und konnte die Coppa Italia zum neunten Mal gewinnen. Mit 1:0 und 2:0 setzte sich Juventus gegen Parma durch und wurde damit Nachfolger von Sampdoria Genua, das im Achtelfinale gegen die AC Florenz ausgeschieden war.
Da Juventus Turin auch die Meisterschaft gewann und somit für die UEFA Champions League 1995/96 startberechtigt war, rückte die AC Parma in den Europapokal der Pokalsieger des folgenden Jahres nach.

## 1. Runde
|                     | Ergebnis        |                      |
| ------------------- | --------------- | -------------------- |
| Ravenna Calcio      | 1:2             | US Palermo           |
| AS Lodigiani Calcio | 0:3             | Inter Mailand        |
| AC Monza Brianza    | 2:1 n. V.       | AC Venedig           |
| FC Como             | 1:0             | Ascoli Calcio        |
| FC Bologna          | 0:1             | Atalanta Bergamo     |
| AC Perugia          | 2:0             | Hellas Verona        |
| SS Juve Stabia      | 0:1             | Udinese Calcio       |
| Acireale Calcio     | 2:3             | Vicenza Calcio       |
| FC Modena           | 3:2             | Cosenza Calcio       |
| SPAL Ferrara        | 0:1             | FC Piacenza          |
| Salernitana Sport   | 0:1             | Fidelis Andria       |
| Reggina Calcio      | 2:2 (2:4 i. E.) | US Lecce             |
| Pescara Calcio      | 0:1             | AC Cesena            |
| US Fiorenzuola      | 3:2 n. V.       | Ancona Calcio        |
| AC Pro Sesto        | 0:2             | AC Reggiana          |
| Chievo Verona       | 1:1 (4:3 i. E.) | AS Lucchese Libertas |

## 2. Runde
|                  | Gesamt          |                  | Hinspiel | Rückspiel |
| ---------------- | --------------- | ---------------- | -------- | --------- |
| AC Mailand       | 1:1 (4:2 i. E.) | US Palermo       | 0:1      | 1:0       |
| Calcio Padova    | 1:3             | Inter Mailand    | 0:3      | 1:0       |
| AC Monza Brianza | 2:5             | Torino Calcio    | 0:1      | 2:4       |
| FC Como          | 0:7             | US Foggia        | 0:2      | 0:5       |
| Cagliari Calcio  | (a)2:2(a)       | Atalanta Bergamo | 1:0      | 1:2       |
| AC Parma         | 4:1             | AC Perugia       | 4:0      | 0:1       |
| Udinese Calcio   | 2:4             | AC Florenz       | 2:2      | 0:2       |
| Sampdoria Genua  | 6:3             | Vicenza Calcio   | 5:1      | 1:2       |
| Lazio Rom        | 9:1             | FC Modena        | 5:0      | 4:1       |
| AS Bari          | 1:2             | FC Piacenza      | 0:1      | 1:1       |
| SSC Neapel       | 4:3             | Fidelis Andria   | 3:2      | 1:1       |
| US Cremonese     | (a)3:3(a)       | US Lecce         | 1:1      | 2:2 n. V. |
| AC Cesena        | 0:3             | CFC Genua        | 0:1      | 0:2       |
| US Fiorenzuola   | 1:5             | AS Rom           | 0:3      | 1:2       |
| AC Reggiana      | 2:1             | Brescia Calcio   | 1:0      | 1:1       |
| Juventus Turin   | 3:1             | Chievo Verona    | 0:0      | 3:1       |

## Achtelfinale
|                | Gesamt |                 | Hinspiel | Rückspiel |
| -------------- | ------ | --------------- | -------- | --------- |
| AC Mailand     | 2:4    | Inter Mailand   | 1:2      | 1:2       |
| US Foggia      | 4:2    | Torino Calcio   | 3:0      | 1:2       |
| AC Parma       | 3:1    | Cagliari Calcio | 2:0      | 1:1       |
| AC Florenz     | 3:2    | Sampdoria Genua | 2:1      | 1:1       |
| Lazio Rom      | 6:4    | FC Piacenza     | 3:2      | 3:2       |
| SSC Neapel     | 4:0    | US Cremonese    | 3:0      | 1:0       |
| CFC Genua      | 2:3    | AS Rom          | 2:0      | 0:3       |
| Juventus Turin | 3:2    | AC Reggiana     | 2:0      | 1:2       |

## Viertelfinale
|                | Gesamt |            | Hinspiel | Rückspiel |
| -------------- | ------ | ---------- | -------- | --------- |
| Inter Mailand  | 1:2    | US Foggia  | 1:0      | 0:2 n. V. |
| AC Parma       | 4:1    | AC Florenz | 2:0      | 2:1       |
| Lazio Rom      | 3:1    | SSC Neapel | 1:0      | 2:1       |
| Juventus Turin | 4:3    | AS Rom     | 3:0      | 1:3       |

## Halbfinale
|           | Gesamt |                | Hinspiel | Rückspiel |
| --------- | ------ | -------------- | -------- | --------- |
| Lazio Rom | 1:3    | Juventus Turin | 0:1      | 1:2       |
| US Foggia | 2:4    | AC Parma       | 1:1      | 1:3       |

## Finale

### Hinspiel
| Juventus Turin                            | Juventus Turin | AC Parma | AC Parma |
| ----------------------------------------- | --- | --- | -------- |
| Juventus Turin                            | \| Finale \| \| 7. Juni 1995 in Turin (Stadio delle Alpi) \| \| Ergebnis: 1:0 (1:0) \| \| Schiedsrichter: Angelo Amendolia \| | \| Finale \| \| 7. Juni 1995 in Turin (Stadio delle Alpi) \| \| Ergebnis: 1:0 (1:0) \| \| Schiedsrichter: Angelo Amendolia \| | AC Parma |
| Juventus Turin                            | Michelangelo Rampulla (70. Lorenzo Squizzi) – Ciro Ferrara, Alessandro Orlando, Moreno Torricelli, Sergio Porrini – Paulo Sousa (79. Luca Fusi), Angelo Di Livio, Didier Deschamps (61. Giancarlo Marocchi) – Gianluca Vialli, Alessandro Del Piero, Fabrizio Ravanelli Cheftrainer: Marcello Lippi | Luca Bucci – Roberto Mussi, Alberto Di Chiara, Lorenzo Minotti, Luigi Apolloni, Fernando Couto – Massimo Crippa, Dino Baggio (82. Faustino Asprilla), Gabriele Pin (75. Stefano Fiore) – Marco Branca, Gianfranco Zola Cheftrainer: Nevio Scala | AC Parma |
| Juventus Turin                            | 1:0 Sergio Porrini (10.) | | AC Parma |
| Finale                                    | | |          |
| 7. Juni 1995 in Turin (Stadio delle Alpi) | | |          |
| Ergebnis: 1:0 (1:0)                       | | |          |
| Schiedsrichter: Angelo Amendolia          | | |          |

### Rückspiel
| AC Parma                                      | AC Parma | Juventus Turin | Juventus Turin |
| --------------------------------------------- | --- | --- | -------------- |
| AC Parma                                      | \| Finale \| \| 11. Juni 1995 in Parma (Stadio Ennio Tardini) \| \| Ergebnis: 0:2 (0:1) \| \| Schiedsrichter: Pierluigi Collina \| | \| Finale \| \| 11. Juni 1995 in Parma (Stadio Ennio Tardini) \| \| Ergebnis: 0:2 (0:1) \| \| Schiedsrichter: Pierluigi Collina \| | Juventus Turin |
| AC Parma                                      | Luca Bucci – Roberto Mussi, Alberto Di Chiara, Lorenzo Minotti, Luigi Apolloni, Fernando Couto (46. Faustino Asprilla) – Massimo Crippa, Dino Baggio, Stefano Fiore (55. Néstor Sensini) – Marco Branca, Gianfranco Zola Cheftrainer: Nevio Scala | Michelangelo Rampulla – Ciro Ferrara, Giancarlo Marocchi (67. Antonio Conte), Moreno Torricelli, Sergio Porrini – Alessio Tacchinardi, Angelo Di Livio, Didier Deschamps – Gianluca Vialli (30. Alessandro Orlando), Alessandro Del Piero, Fabrizio Ravanelli Cheftrainer: Marcello Lippi | Juventus Turin |
| AC Parma                                      | 0:1 Sergio Porrini (26.) 0:2 Fabrizio Ravanelli (54.) | | Juventus Turin |
| Finale                                        | | |                |
| 11. Juni 1995 in Parma (Stadio Ennio Tardini) | | |                |
| Ergebnis: 0:2 (0:1)                           | | |                |
| Schiedsrichter: Pierluigi Collina             | | |                |

## Siegermannschaft
| Juventus Turin | |
| Juventus Turin | - Tor: Angelo Peruzzi (8 Spiele/0 Tore); Michelangelo Rampulla (4/0); Lorenzo Squizzi (1/0) - Abwehr: Massimo Carrera (5/0); Ciro Ferrara (7/0); Luca Fusi (6/0); Robert Jarni (6/0); Jürgen Kohler (5/0); Alessandro Orlando (5/0); Sergio Porrini (8/2); Luigi Sartor (1/0); Moreno Torricelli (6/0) - Mittelfeld: Antonio Conte (4/0); Didier Deschamps (3/0); Angelo Di Livio (9/0); Giancarlo Marocchi (10/2); Paulo Sousa (6/0); Alessio Tacchinardi (7/0) - Angriff: Roberto Baggio (4/2); Alessandro Del Piero (10/1); Corrado Grabbi (1/0); Fabrizio Ravanelli (9/6); Gianluca Vialli (7/3) - Trainer: Marcello Lippi |
| Quelle:        | |

## Torschützenliste
Bei gleicher Anzahl an Toren sind die Spieler alphabetisch nach Nachnamen bzw. Künstlernamen sortiert.
| Pl. | Nat.        | Name                 | Mannschaft     | Tore |
| --- | ----------- | -------------------- | -------------- | ---- |
| 01. | Italien     | Marco Branca         | AC Parma       | 6    |
| 01. | Italien     | Fabrizio Ravanelli   | Juventus Turin | 6    |
| 04. | Argentinien | Pierpaolo Bresciani  | US Foggia      | 4    |
| 04. | Italien     | Giuseppe Signori     | Lazio Rom      | 4    |
| 04. | Italien     | Gianfranco Zola      | AC Parma       | 4    |
| 06. | Italien     | Benito Carbone       | SSC Neapel     | 3    |
| 06. | Italien     | Pierluigi Casiraghi  | Lazio Rom      | 3    |
| 06. | Italien     | Giampaolo Ceramicola | US Lecce       | 3    |
| 06. | Italien     | Paolo Negro          | Lazio Rom      | 3    |
| 06. | Uruguay     | Rubén Sosa           | Inter Mailand  | 3    |
| 06. | Italien     | Francesco Totti      | AS Rom         | 3    |
| 06. | Italien     | Gianluca Vialli      | Juventus Turin | 3    |